# Carnielli (cognome)
Carnielli è un cognome di lingua italiana.

## Varianti
Cargnel, Cargnelli, Cargnello, Cargnelutti, Cargniel, Carnel, Carnelli, Carnelutti, Carneo, Carnera, Carniel, Carnieli, Carniello.

## Origine e diffusione
Cognome tipicamente veneto, è presente prevalentemente nel bellunese.
Potrebbe derivare dal nome della Carnia o da alcuni mestieri, dalla radice kar, "zona rocciosa e dura".
La variante Cargnel è friulana e bellunese; Carniel e Cargniel sono friulani.

## Persone
- Eliana Cargnelutti – chitarrista e cantante italiana